# Guido Brignone (politico)
Guido Brignone (Cuneo, 9 marzo 1947) è un ex politico italiano.

## Biografia
Nasce a Cuneo il 9 marzo 1947. Nel 1970 si laurea in lettere all'Università di Torino e poi presta servizio militare come ufficiale di complemento sui mezzi corazzati, con successivi richiami per aggiornamento fino al grado di capitano. Dopo il congedo si dedica all'insegnamento di Italiano e Storia nelle Scuole Medie Superiori, impegnandosi nei progetti di sperimentazione e come docente nei corsi di aggiornamento.
Coniugatosi nel 1980, ha due figli laureati e imprenditori.
Nel 2018 in Bangkok è convolato a nuove nozze con Suchanan Saenrang, cittadina thailandese. Vive prevalentemente in Thailandia dal 2015. Ama viaggiare nel sud- est asiatico e si dedica a studi relativi a rapporti fra cattolicesimo e buddismo e fra arte moderna thai e arte e architettura italiana.

## Attività politica
Nel 1992 inizia l'attività politica iscrivendosi alla Lega Nord. Prima segretario di sezione, poi della circoscrizione di Cuneo, viene eletto in Consiglio Provinciale di Cuneo nel 1995 (Presidente della III Comm.) e riconfermato nel 1999 e nel 2004.
Nelle elezioni politiche del 1996 è eletto Senatore della XIII Legislatura nel collegio XVI (Cuneo). Membro della VII Comm. permanente (Scuola, Università, Beni culturali, Ricerca scientifica), fa parte della Commissione bicamerale per le riforme costituzionali e della Commissione parlamentare di inchiesta sugli interventi nella Valle del Belice (terremoto del 1968).
Nel 2001 viene rieletto Senatore nel collegio XV (Asti). Membro e segretario della VII Comm. permanente e anche della Delegazione italiana presso l'Assemblea dei Paesi Nato, dove ricopre la carica di Vicepresidente della Sottocommissione di scienza e tecnologia.
Svolge numerose missioni nel nord del mondo ed è osservatore internazionale alle elezioni in Albania e in Ucraina.
Presenta come primo firmatario vari disegni di legge, soprattutto inerenti scuola, beni culturali, difesa del territorio.
È relatore del ddl sullo stato giuridico dei docenti di religione nella scuola statale e dell'Affare assegnato sugli aspetti giuridici e costituzionali dell'insegnamento religioso nella scuola.
Dopo il 2010 si ritira dalla politica.